# Pierre Fauchard
Pierre Fauchard (ur. 1678 w Bretanii lub 1690, zm. 1761 lub 1763 w Paryżu) – francuski lekarz chirurg, stomatolog, oficer francuskiej marynarki wojennej. Jest nazywany ojcem współczesnej stomatologii.
Jest pierwszym stomatologiem w historii, który stosował technikę ortodontyczną, mającą na celu poprawę nieprawidłowości zgryzu. Stworzył wiele narzędzi dentystycznych oraz prototyp fotela stomatologicznego.
W 1728 roku wydał pracę Le chirurgien dentiste; ou, traité des dents, która miała duży wpływ na rozwój stomatologii we Francji i Niemczech oraz przyczyniła się do poprawy godności profesji medyków leczących zęby. W Le chirurgien dentiste Fauchard omówił dotychczasowy stan wiedzy na temat chorób zębów i przyzębia, ortodoncji, protetyki i chirurgi jamy ustnej. W swojej pracy opisał obowiązującą wówczas koncepcję drobnych robaków, które miały wywoływać próchnicę zębów. Jak sam przyznał, nie zdołał ich znaleźć. Przychylił się do hipotezy, że robaki mogły dostawać się do jamy ustnej wraz z jedzeniem, jednak ich wpływ na próchnicę miał być niewielki. Praca Faucharda przyczyniła się do traktowania stomatologii jako osobnej dziedziny medycyny, niezwiązanej z chirurgią.